# Preußische EG 538 bis EG 549
Die EG 538 bis EG 549 waren elektrische Lokomotiven der Preußischen Staatseisenbahnen für den schweren Güterzugdienst. Die Deutsche Reichsbahn gab den Lokomotiven ab 1925 die Nummern E 91 38 bis E 91 49 (Baureihe E 913).

## Geschichte

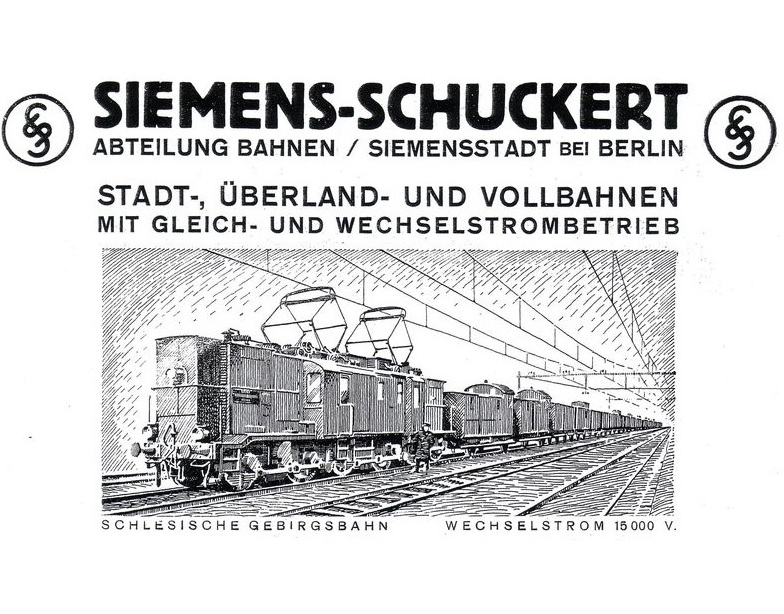
Werbeprospekt von Siemens (1915)

Im Juli 1912 wurden von den Preußischen Staatseisenbahnen zwanzig schwere Güterzuglokomotiven für die elektrifizierten Strecken der KED Breslau bestellt. Die elektrischen Ausrüstungen sollten von den Maffei-Schwartzkopff-Werken (MSW) und den Siemens-Schuckert-Werken (SSW) geliefert werden. Später wurde der Auftrag an die MSW zurückgezogen. Daher lieferte nur SSW zwölf elektrische Ausrüstungen. Der mechanische Teil wurde von den Linke-Hofmann-Werken in Breslau gebaut. Im Betriebsprogramm war vorgesehen, 500-t-Güterzüge bei 20 ‰ Steigung und 1200-t-Güterzüge bei 6 ‰ Steigung mit 20 km/h bis 40 km/h zu befördern.
Die Indienststellung begann Anfang 1915 und zog sich infolge des Ersten Weltkrieges bis 1921 hin. Im Bezeichnungsschema der Preußischen Staatsbahnen erhielten sie die Nummern EG 538 bis EG 549. Die einzelnen Lokomotivsektionen wurde zusätzlich noch mit den Kleinbuchstaben a, b und c unterschieden.
Die Laufeigenschaften der Lokomotiven konnten nicht befriedigen. Schuld daran hatten der dreiteilige Aufbau sowie Triebwerksschwingungen. Dadurch kam es oft zu Schäden an den Vorgelegezahnrädern. Erst der Einbau gefederter Großzahnräder verbesserte die Laufeigenschaften, sodass man die Geschwindigkeit der Lokomotiven auf 50 km/h hochsetzen konnte.
Bei der Deutschen Reichsbahn bekamen die Fahrzeuge die Betriebsnummern E 91 38 – E 91 49. Aufgrund der weiterhin nicht ausreichenden Laufeigenschaften, sowie gestiegener Anforderungen im Güterzugdienst, begann ab Mitte der dreißiger Jahre die schrittweise Außerdienststellung der Maschinen. Einige der Lokomotiven wurden zu Heizwagen umgebaut. Als letzte Lok dieser Baureihe wurde im Jahr 1943 die E 91 40 von der Deutschen Reichsbahn ausgemustert.

## Technische Merkmale

### Mechanischer Teil

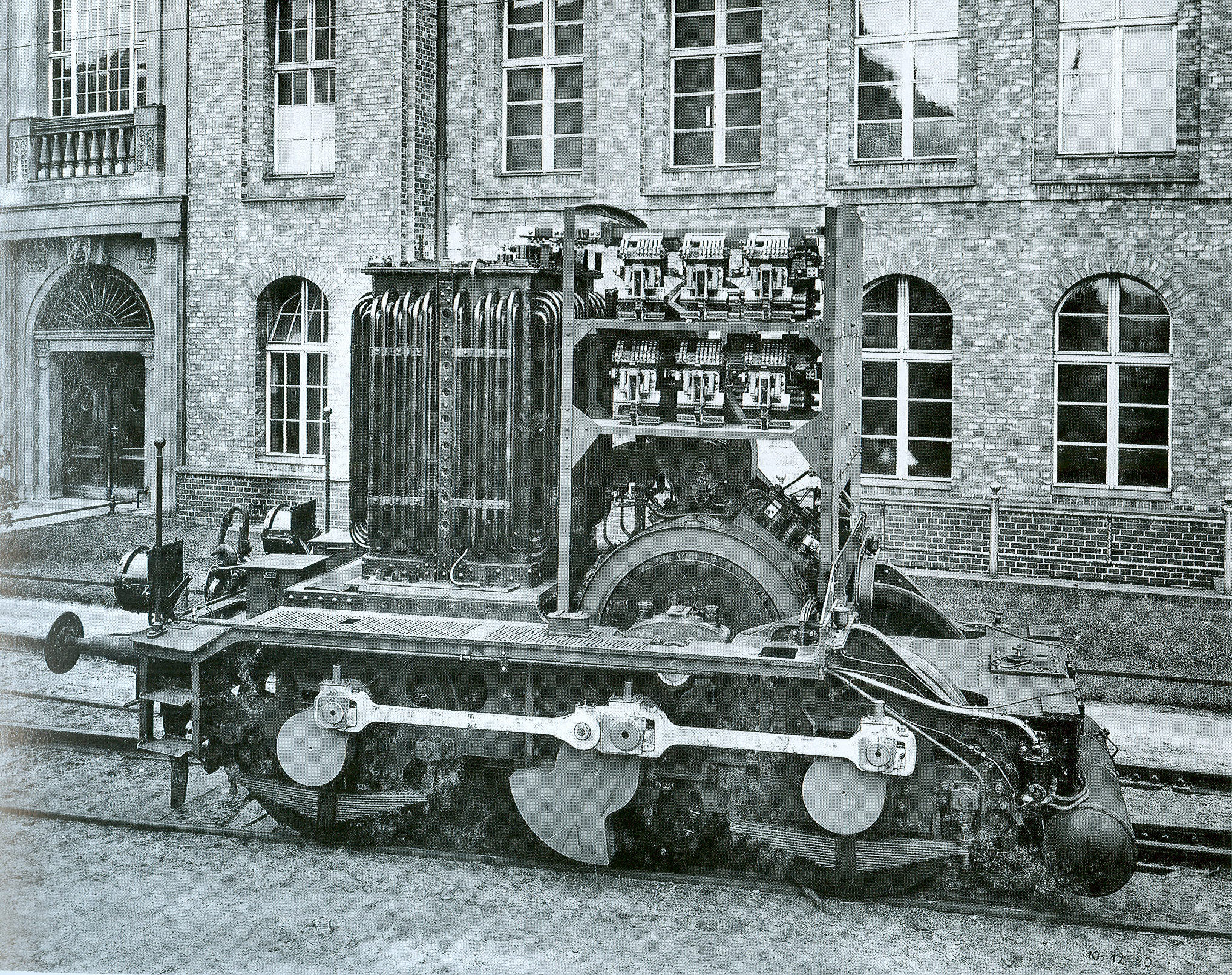
Fertiges Endgestell der Lokomotiven mit Haupttransformator, Fahrmotor und Schützengestell auf einem Werkfoto von Siemens

Die Lokomotiven waren dreiteilig aufgebaut mit der Achsfolge B+B+B. Jedes Fahrgestell war einzeln angetrieben über ein Vorgelege und Kuppelstangen auf jeder Seite. Der Lokomotivkasten war im mittleren Teil mit zwei holzverkleideten Führerständen und einem Gepäckabteil ausgerüstet. Die Fahrzeuge gehörten somit zu den Gepäcklokomotiven. Die Endgestelle waren mit Blech verkleidet und etwas schmaler ausgeführt als der Mittelteil der Lok.
Die Bremseinrichtung bestand aus einer Druckluftbremse Kzbr, Luftverdichter und Hauptluftbehälter sowie Handbremsen.

### Elektrischer Teil
Die Fahrmotoren waren Reihenschlussmotoren, wobei sich jeweils einer in jedem Fahrgestell befand. In jedem Endgestell war ein ölgekühlter Transformator untergebracht.
Die Primärwicklungen beider Transformatoren waren in Parallelschaltung angeordnet, während die Sekundärwicklungen in Reihe mit den Fahrmotoren geschaltet waren. In der Hochspannungskammer jedes Endgestells befand sich ein Hauptschalter. Die Steuerung erfolgte über elektromagnetische Schütze und Dreifachdrosselspulen. Fünfzehn Dauerfahrstufen konnten angewählt werden.